# 패티

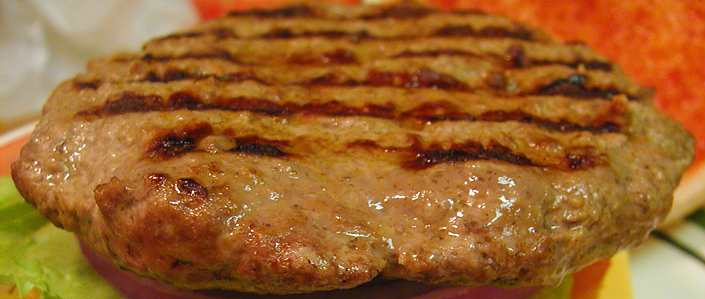
불에 구운 패티 고기의 모습.

패티(영어: patty)는 다진 고기와 빵가루 등의 재료를 둥글고 납작하게 만들어서 구운 것이다. 햄버거, 스테이크 안에 넣어서 먹는 것이 보통이지만, 일부 사람들은 그릇에 패티만 올려서 먹기도 한다.
영국을 포함한 일부 국가에서는 패티 자체를 버거(burger), 비프버거(beefburger)로 부르기도 한다. 베지 버거의 패티는 고기 없이 보통 콩으로 만들며 기타 혼합 채소를 섞기도 한다.

## 같이 보기
- 햄버거
- 햄버그 스테이크
- 패티 고기
- 다진 고기